# Хронологія російського вторгнення в Україну (лютий 2022)
Хронологія російського вторгнення в Україну, лютий 2022
Ця стаття є частиною Хронології широкомасштабного російського вторгнення в Україну за 2022 рік.

## 1-23 лютого

### 8 лютого
Міністр оборони України Резніков повідомив, що вздовж усього кордону з Україною з боку РФ, Білорусі та тимчасово окупованих територій знаходиться 140 тис. військових, включаючи повітряний та морський компонент.

### 11 лютого
Україна офіційно застосувала механізм зменшення небезпеки, передбачений розділом III Віденського документа, направивши Росії запит із вимогою дати детальні роз'яснення щодо військової активності у прикордонних із нею районах та в Криму. На відповідь Росія мала 48 годин. Після того, як Україна не отримала відповіді у встановлений термін, у МЗС України ввечері 13 лютого оголосили про скликання термінової зустрічі з Росією та іншими країнами — учасницями Віденського документу. Вночі 14 лютого Росія заявила, що вона не веде жодної незвичайної військової діяльності на своїй території і що запит України відповідно до Віденського документа ОБСЄ є неприйнятним.

### 12 лютого
На тлі зосередження російських військ, військових навчань біля кордонів України і у Чорному морі, евакуації дипломатів західних країн з Києва відбулися телефонні перемовини президентів США і Росії Дж. Байдена і В. Путіна щодо ненанападу на Україну.

### 13 лютого
Відбулася телефонна розмова президентів США і України Байдена і Зеленського щодо небезпеки російського вторгнення і підтримки США.
Станом на середину лютого жителі ДНР і ЛНР відкрито говорять, що «під шумок» Росія намагається будь-якими шляхами «залатати дірки» в «армійських корпусах», у підрозділах яких хронічний некомплект.

### 22 лютого
Після декількох тижнів концентрації військ біля українського кордону, нагнітання обстановки, незважаючи на застереження лідерів провідних світових держав, президент РФ В. Путін підписав указ про визнання на окупованих територіях державних утворень ДНР та ЛНР як окремих держав, що викликало обурення і введення низки антиросійських санкцій з боку західних держав (Перший пакет). Російські дипломати терміново виїхали з України. Путін отримав необмежене схвалення парламенту на розміщення російських військ за кордоном для будь-яких цілей, які він вибере.

### 23 лютого
Ватажки ДНР та ЛНР офіційно попросили Путіна ввести російські війська на територію ДНР і ЛНР, а також звернулися з проханням про допомогу Росії, щоб отримати контроль над неокупованими частинами Донецької та Луганської областей.

## 24 лютого

Російське вторгнення з 24 лютого 2022

00:01 — В Україні почав діяти надзвичайний стан.
01:50 — Зеленський ініціював телефонну розмову з Путіним, але той не відповів.
03:50 — Росія закрила небо вздовж кордону України.
24 лютого — почалася нова, активна, фаза російсько-української війни.
Повномасштабне вторгнення почалося близько 3:40, коли на територію Луганської області зайшла перша колона російських танків.
Близько 4:00 за київським часом (UTC+2) 24 лютого президент РФ Володимир Путін оголосив про воєнну операцію з метою нібито «демілітаризації та денацифікації України».
Після оприлюднення заяви Путіна близько 5-ї ранку Росія нанесла повітряні удари по низці військових і інфраструктурних об'єктів по всій території України, зокрема, вибухи пролунали у Києві, Харкові, Дніпрі, Борисполі, Броварах, Херсоні, Умані, Івано-Франківську, Чугуєві, Озерному (аеродром), Кульбакіному (аеродром), Краматорську (аеродром), Чорнобаївці (аеродром). За даними МО США, Росія запустила більше 160 ракет по Україні.
Слідом Росія атакувала кордони України від Полісся до Луганщини. Розпочався наступ російських військ також в зоні ООС на Донбасі і в районі Перекопу. Росія висунула вимоги «денацифікації», «демілітарізації» України, визнання ДНР та ЛНР, анексії Криму і гарантій невступу України до НАТО. Станом на 11:30 повідомлено про декілька десятків загиблих з обох сторін. Кібератаки на українські сайти. Закрито повітряний рух.
Інженер окремого батальйону, матрос Віталій Скакун підірвав разом із собою Генічеський автомобільний міст, щоб зупинити просування російської танкової колони.
У Луганській області оголосили евакуацію жителів.
Військові ЗСУ тимчасово відбили місто Щастя в Луганській області.
Загарбники прорвались на околиці Харкова і Сум, атакували (за допомогою десанту) аеродром в Гостомелі. Повідомлялося про просування окупантів в напрямках Мелітополя і Херсона. ЗСУ відбили міст під Херсоном та вели оборонні бої. Втрачено зв’язок із Каховською ГЕС. НГУ вступила в бій в районі міста Прип’ять. Контроль над Чорнобильскою АЕС втрачено. «Укрзалізниця» скасувала поїзди до Сум і Шостки.
За повідомленням Генштабу ЗСУ, на Сіверщині противник зупинений по річці Уж в районах Великі Осняки, Рівнопілля, вівся танковий бій. Підрозділи 1-ї окремої танкової бригади ЗСУ в районі Батурина та на околиці Чернігова зупинили колони броньованої техніки ворога.
Росіяни висадили тактичний десант в Бесарабському та Таврійському операційних районах.
Змішана колона техніки до 300 одиниць наблизилась до н.п. Конотоп. Механізовані підрозділи Збройних Сил України вступили в бій. Війська противника зупинені в районах населених пунктів Грем’яч та Кролевець.
У донецькому оперативному районі захисниками України відновлене положення по всій лінії зіткнення. Ведуться бої в напрямку Маріуполя.
Силами угруповання військ «Південь» організована оборона Мелітополя та ведеться оборонна операція по рубежу населених пунктів Абрикосівка, Рикове, Азов.
Україна розірвала дипломатичні відносини з Росією. Оголошено запровадження воєнного стану і загальну мобілізацію.
Західні держави і провідні світові компанії розпочинають запроваджувати різноманітні економічні санкції проти Росії (т. зв. другий пакет санкцій).
Захоплено н.п. Городище і Мілове на Луганщині. Надвечір російські загарбники просунулись до Харкова, Сум, Охтирки, Конотопа, Чернігова, Чорнобиля (де у полоні опинилися 169 військовослужбовців Нацгвардії), Нової Каховки, Херсона, Мелітополя, Старобільська, прорвалися до Маріуполя і Волновахи; знищено ворожий повітряний десант на аеродромі в Гостомелі. Повідомлялось про бої у Щасті і Станиці Луганській. Президент Зеленський заявив про 137 загиблих і 316 поранених.
Протягом перших днів після вторгнення російські військові випадково збили кілька власних літаків, про що стало відомо за рік із розслідування Financial Times.
Українська сторона повідомила про втрати загарбників за 1-й день масштабного вторгнення:
- Танки — більше 30
- ББМ — 130
- Літаки — 7
- Гелікоптери — 6
- Особовий склад — 800 осіб

## 25 лютого

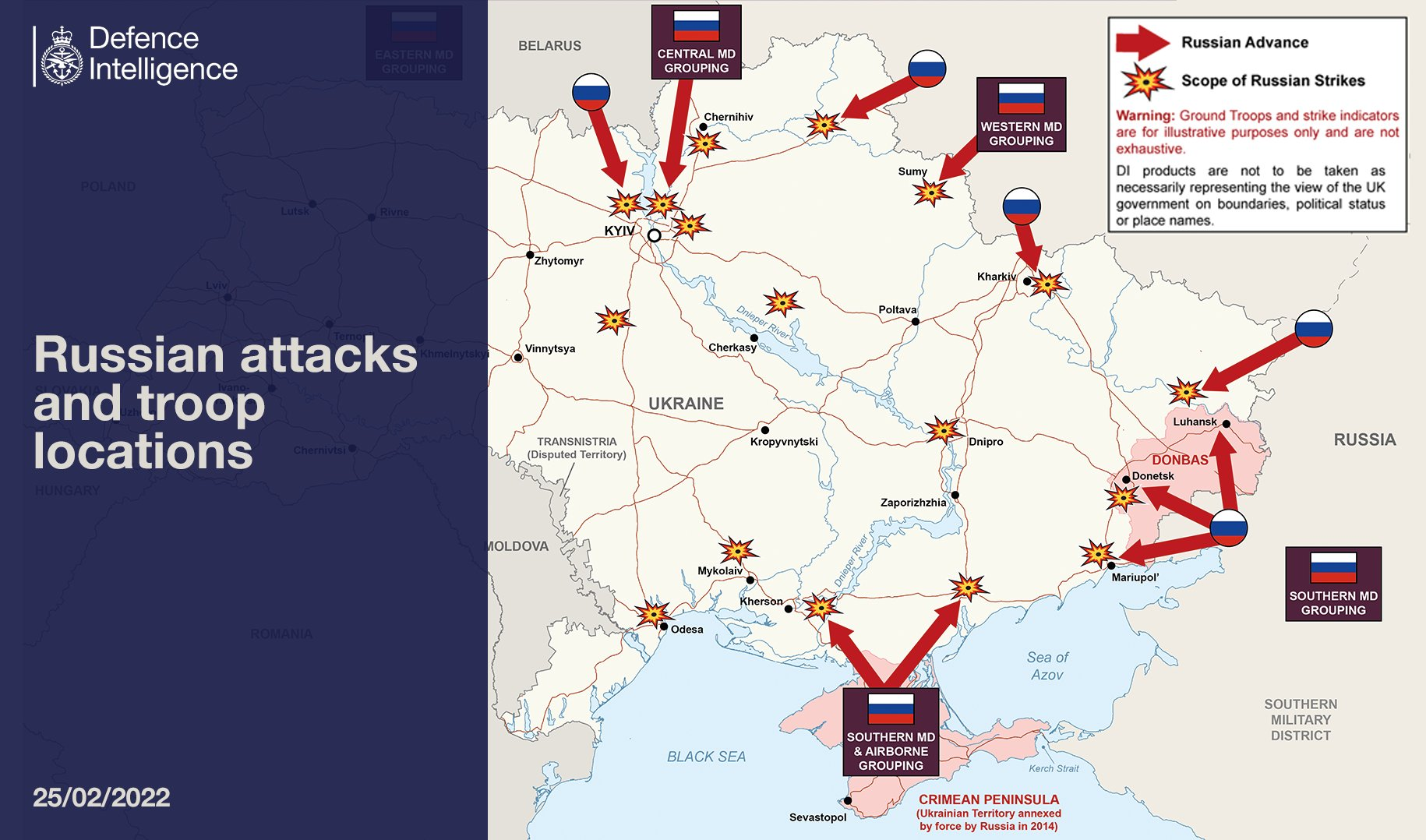

Ракетні удари по Києву, Харкову, Рівному (аеропорт), Миколаєву; бої в Херсоні, Конотопі, Охтирці, Сумах, Мелітополі, на північний захід від Києва (де ЗС РФ знов атакували Гостомель, Ворзель і Бучу), просування окупантів біля Чернігова. ЗСУ завдали удару по аеродрому у м. Міллерово (Ростовська обл. РФ), внаслідок якого знищено 2 ворожі літаки.
У Києві громадянам за кілька годин роздали близько 10 тисяч автоматів для спротиву Росії.
Техніка росіян з-під Сум вийшла в напрямку Києва.
У Запорізькій області ворог наніс ракетний удар по прикордонному підрозділу «Приморський Пасад», є загиблі та поранені.
Розбито російську колону перед р.Айдар та відбила атаку окупанта в районі Трьохізбенки на Луганщині.
Зафіксовано висування додаткових підрозділів у напрямку Скадовськ.
Російські військові зайшли у житлові квартали Бучі.
Зафіксовано рух російських підрозділів у напрямку Мелітополь — Бердянськ. Російські війська прорвали оборону Херсона.
Обстріляно залізничну станцію Куп'янськ, а також Іванків.
За повідомленням Генштабу ЗСУ:
- Через ушкодження злітної смуги аеродрому Гостомель, противник вирішив висуватись своїм ходом з території Білорусі в напрямку Гомель-Чернігів-Київ.
- На Сіверщині підрозділи 1 отбр по річці Білоус зупинили противника.
- Зараз російські війська, отримавши відсіч оборонців Чернігова, намагаються обійти місто та здійснити наступ на столицю. З цією ж метою, наступу на Київ, не рахуючись з втратами, ворог рветься на напрямку Козелець-Бровари та напрямку Конотоп-Ніжин-Київ. Окуповано місто Конотоп.
- На півдні противник вийшов на рубіж Херсон, Нова Каховка, Каховка з метою утримання дамби Північнокримського каналу для забезпечення водою тимчасово окупованого півострова Крим. Веде бій за українське місто Мелітополь.
- На Донецькому напрямку без змін: противник успіху не має, мети виходу на адміністративні кордони Донецької та Луганської областей не досяг. Не припиняє обстріли підрозділів об’єднаних сил.
- На Слобожанщині в районах Харкова та Валуйків підрозділи зі складу сил оборони продовжують ведення оборонних боїв, зупинили противника та закріпились по визначеному рубежу.

За повідомленням Міністерства оборони України, станом на 9:00 25 лютого сили безпеки та оборони України знищили 7 ворожих літаків, 6 вертольотів, більше 30 російських танків та 130 одиниць російської броньованої техніки. Втрати особового складу противника орієнтовно 800 осіб.
Надвечір обстановка: — інтенсивні обстріли Києва, Харкова і в зоні ООС, Київ — російські загони наблизилися з півночі до міста, бої в Херсоні, повітряний десант ворога у Миколаєві, бої в Мелітополі, бої по Чернігівській області, обстріли Харкова. Всі великі міста Сумщини оточені ворогом. Повітряний десант у Миколаєві знищено.
Орієнтовні дані втрат російських збройних сил на кінець доби: Літаки -14, Гелікоптери — 8, Танки — 102, Бойові броньовані машини — 536,  Автомобільна техніка — 17; Гармат — 15; ЗРК БУК — 1, Особовий склад — більше 3000[джерело?]

Зеленський заявив, що Україна втратила 137 героїв, із них 10 – офіцери.

## 26 лютого

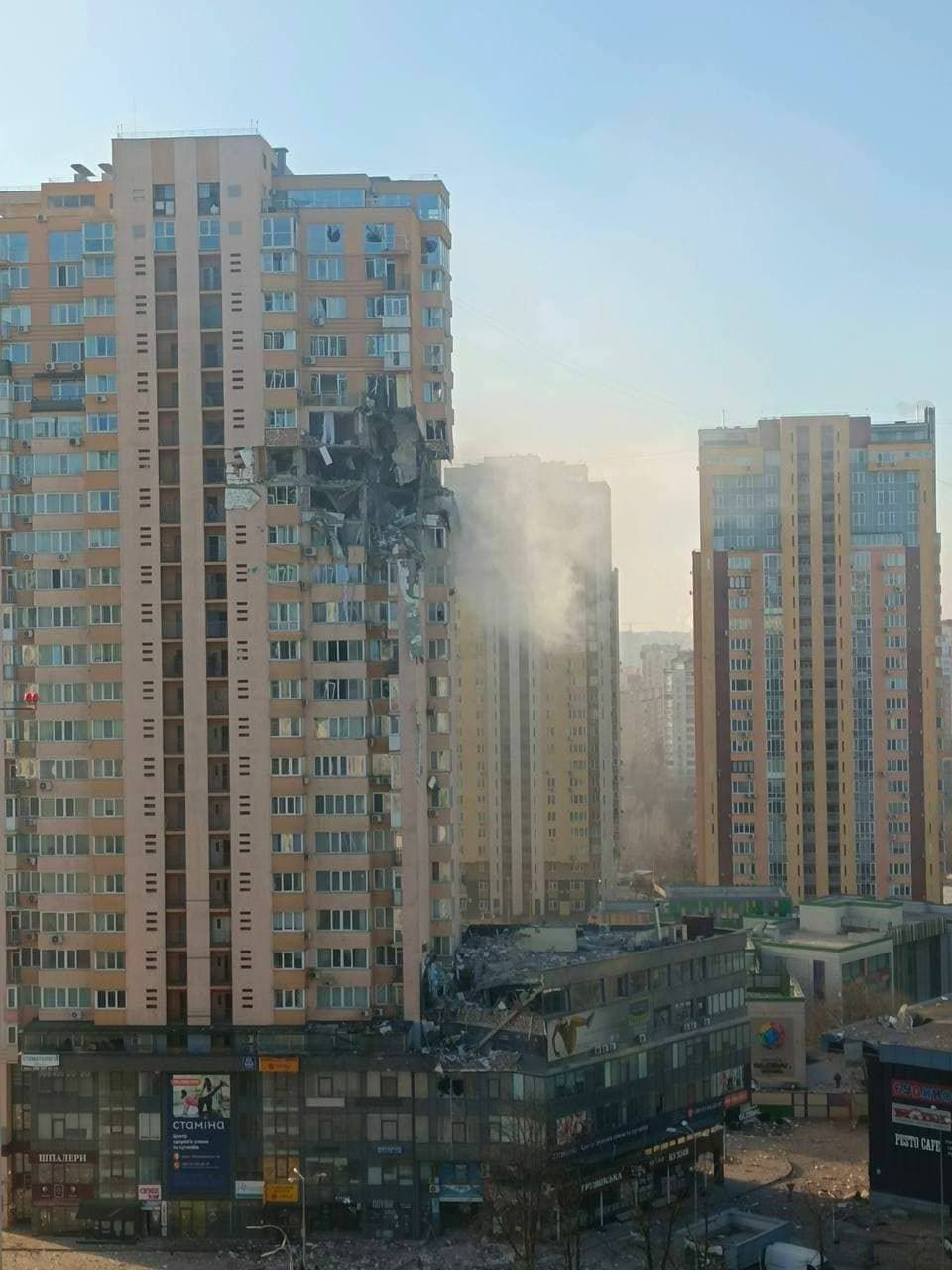
Будинок у Києві (проспект Валерія Лобановського, 6-А) після обстрілу 26 лютого

Під Васильковим вночі збито літак Іл-76 з ворожим десантом, також повідомлено про збиття транспортного літака під Білою Церквою; в Києві — зіткнення з ворожими ДРГ. Повідомлено про відновлення контролю над Київською ГЕС. Біля Києва ворог зупинився на рубежах Бородянка-Буча-Вишгород та Ніжин-Прилуки. Окуповані Станиця Луганська, Трьохізбенка, Кряківка,  Кримське, Марківка на Луганщині. Бої в передмістях Херсону і Сєвєродонецька. Ворог просунувся до Бердянська і Миколаєва.
Російські окупанти захопили трасу Кіпті-Бачівськ на Сумщині. Обстріли Києва (ТЕЦ). Бої за Васильків.
ЗСУ під Сєвєродонецьком розбили колону окупантів. У Києві метро перейшло в режим укриття.
За повідомленням Генштабу ЗСУ:
На Поліському напрямку до 7 батальйонних тактичних груп БТГр ворога зупинено в районах Бородянки, Бучі, Вишгорода. Російські окупанти здійснили спробу висадки повітряного десанту в районі Томилівки та на аеродромі Васильків (десант знищений).
На Сіверщині російські окупанти силами до 14 БТГр продовжують наступ з метою блокування Києва з північного сходу, але зупинені підрозділами ЗС України в районі міст Ніжина, Великої Дороги, Обичіва, Сум, Прилук та Києва. На цьому напрямку за час операції введено 17 БТГр. Резервів у окупанта не залишилось.
На Слобожанщині до 12 БТГр окупантів зі складу 1 танкової та 20 загальновійськової армій зупинений перед Охтиркою та в районах Богодухова, Дергачів, Печенегівю Окупанти просуваються  із Бєлгорода до Старобільська.
На Південному напрямку противнику вдалося вийти на рубежі Скадовська та Голої Пристані.
Орієнтовні втрати противника: особового складу — понад 3000 осіб, танків — бл.100, ББМ — близько 540, гармат — 15, ЗРК «Бук» — 1, літаків — 16, гелікоптерів — 18. В Чернігівській області українські оборонці підірвали ешелон, що транспортував 56 цистерн з дизпаливом для окупантів.
Голова Єврокомісії Урсула фон дер Ляєн оголосила про запровадження нового пакету західних санкцій, які:
- заморожують резерви Центрального банку РФ, що знаходяться у банках країн G7 (йдеться про половину резервів ЦБ);
- скасовують програму «золотих паспортів» для інвесторів із Росії;
- відключають частину російських банків від системи SWIFT, а саме: ВТБ, Відкриття, Новікомбанк, Радкомбанк, Промсвязьбанк.

## 27 лютого

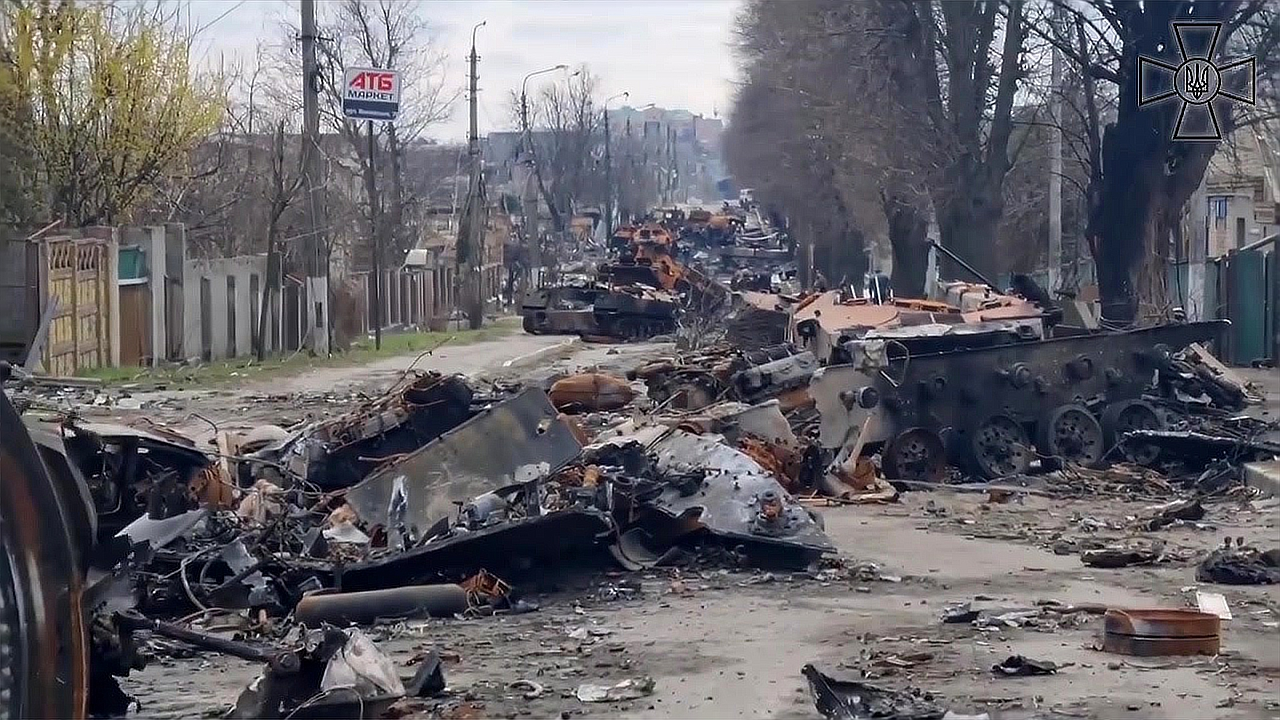
Російська техніка в Бучі, 27.02.2022

Росія нанесла повітряний удар по Василькову, знищено нафтобазу. Також наносились удари по Києву, Бучі, Житомиру (аеродром), Володимиру, Чернігову, Харкову, Сумам, Бериславу. Бої на околицях Києва, Василькова (аеродром), Харкова. ЗС РФ ведуть наступальні дії на напрямку Мелітополь — Василівка, частиною сил — на напрямку Бердянськ — Маріуполь, Херсон — Миколаїв. Окуповано Нову Каховку та Ворзель. У місті Дніпрорудному Запорізької області мер міста Євген Матвєєв вийшов із жителями назустріч російським танкам і зупинили їх.
Повідомлено про те, що ЗСУ повернули під свій контроль м. Волноваху. Мер Ірпеня повідомив про визволення міста. Бойові дії в районі Козацьке-Веселе на Херсонщині.
Російські окупанти нанесли 5 авіаційних та 16 ракетних ударів на території України.
Повідомляється, що з України на Захід виїхало понад 500 000 біженців. В ЛНР заявили, що українська ракета вразила нафтовий термінал у місті Ровеньки.
З початку російського нападу на Україну загинули 352 цивільних, 14 з них — діти.
Володимир Путін доручив міністру оборони і начальнику Генерального штабу Росії перевести сили ядерного стримування Росії в «особливий режим бойового чергування».
Кілька російських банків були вилучені з SWIFT.

Туреччина закрила протоку Босфор для кораблів РФ

## 28 лютого

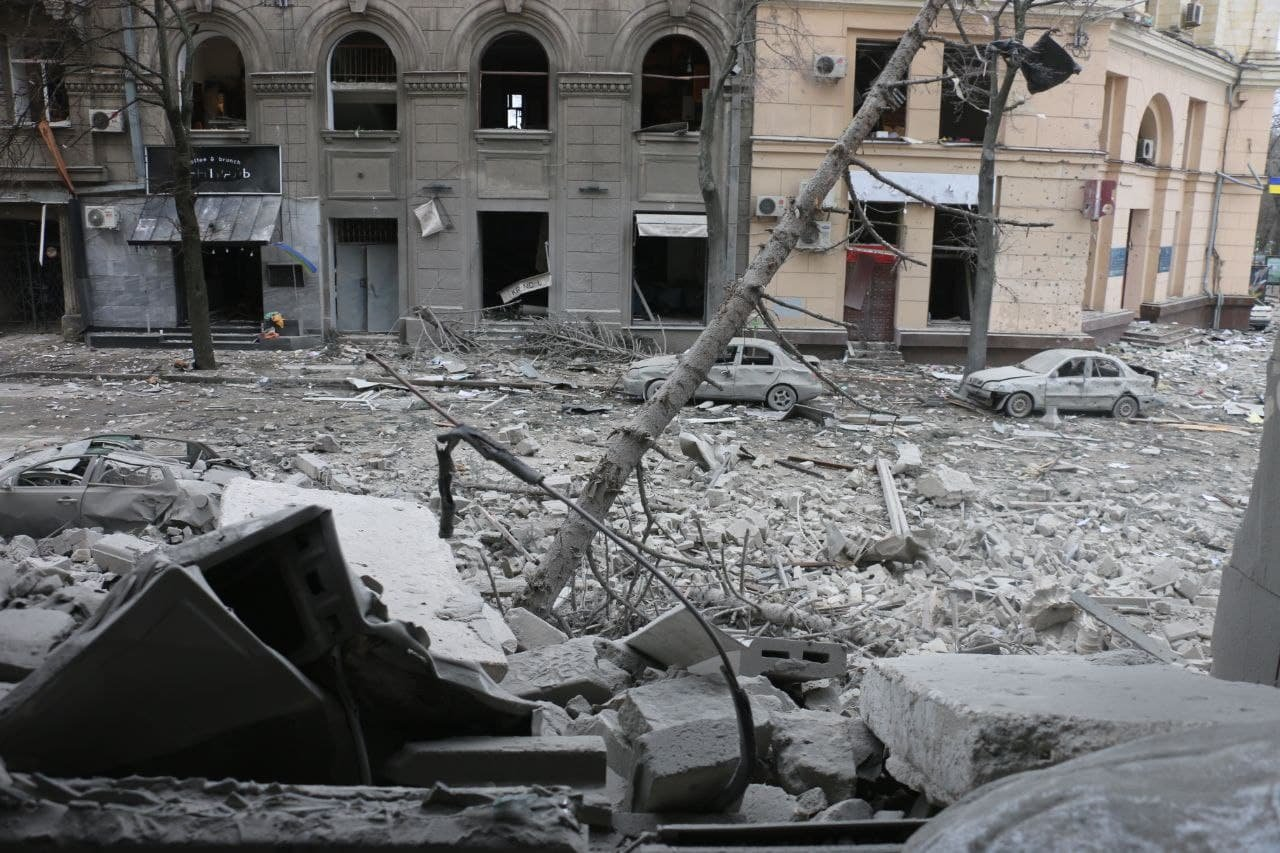
Вулиця Харкова, зруйнована російським бомбардуванням

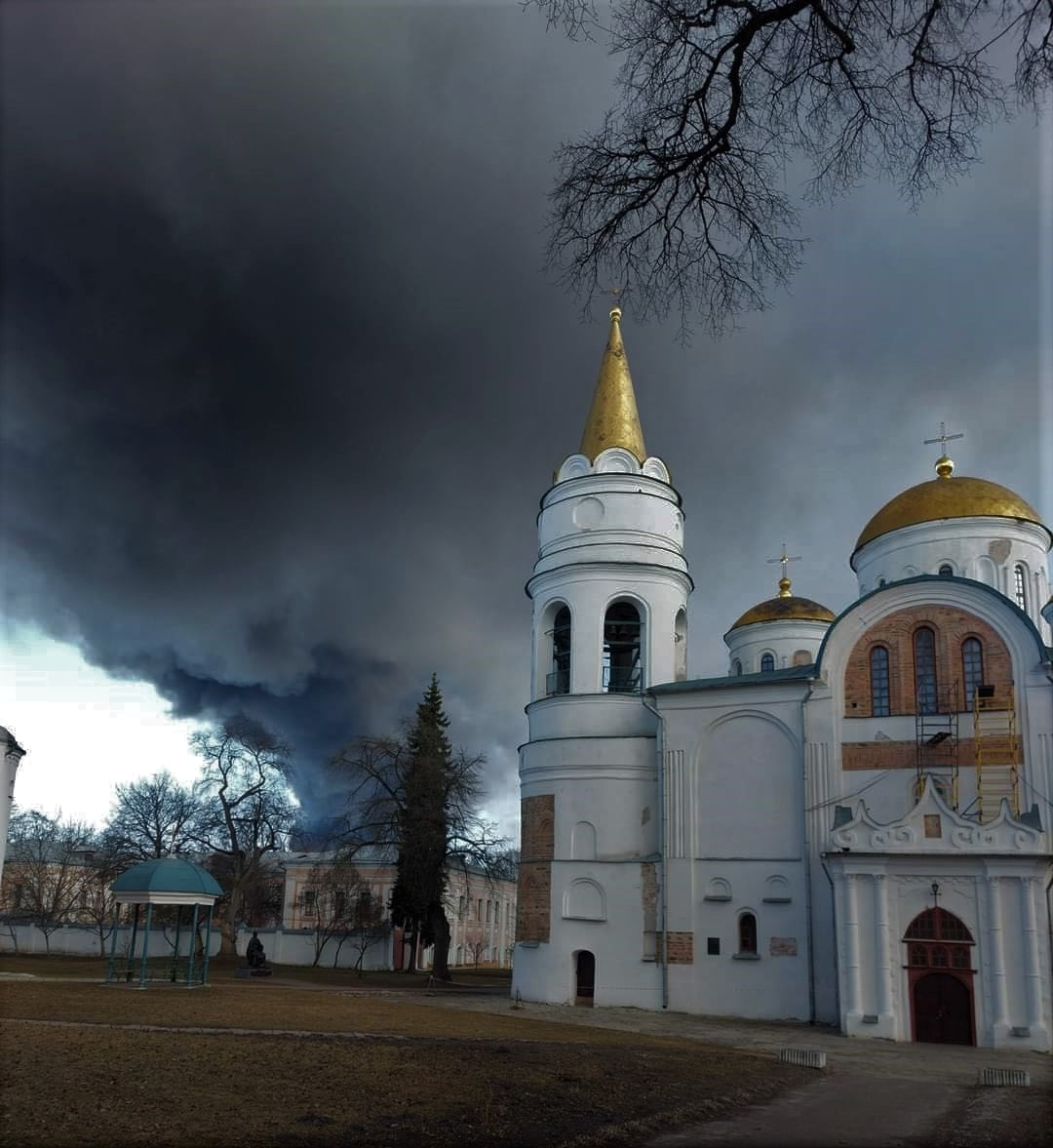
Чернігів, 28 лютого

Ворог наніс повітряні удари по Миколаєву, Житомиру, Броварам, Василькову, Калинівці, Білій Церкві, с. Бородянка, Чернігову, Охтирці, с. Сартана, Гірське. Запеклі бої на підступах до Харкова, Маріуполя, Волновахи. Повідомлено про окупацію Бердянського району. Маріуполь фактично опинився в оперативному оточенні.
В Охтирці окупанти підірвали нафтобазу.
На україно-білоруському кордоні відбувся перший раунд перемовин між делегаціями України та РФ.
Україна подала заявку на членство у ЄС.
Хакери з Anonymous за останні 72 години «поклали» понад 1500 вебсайтів урядів Росії та Білорусі, державних ЗМІ, банків і компаній. Також хакери звернулися до росіян із закликом вийти на вулиці.
Сумарні орієнтовні втрати ЗС РФ склали:
В особовому складі — 5710 осіб, полонених — 200.
Знищено, захоплено та пошкоджено:
- танків — 198, бойових броньованих машин — 846, автомобільної техніки — 305
- артилерійських систем — 77, РСЗВ — 24, засоби ППО — 7
- цистерн з паливно-мастильними матеріалами — 60,
- літаків — 29 од,,  гелікоптерів — 29 од,, БПЛА оперативно-тактичного рівня — 3,
- катери — 2 одиниці

Під Маріуполем знищений генерал-майор Андрій Суховецький — заступник командувача 41-ї загальновійськової армії Центрального військового округу ЗС РФ (за іншими даними — 3 березня).
Станом на 28 лютого 32 країни закрили повітряний простір російським авіакомпаніям.

## Підсумки лютого 2022 року
Незважаючи на численні попередження, наявну інформацію, Україна не змогла зустріти широкомасштабне вторгнення російської армії належним чином, мінімізувавши втрати. Так, прорахунки керівництва держави дозволили ворогу за допомогою повітряних ударів знищити або пошкодити низку військових і інфраструктурних об'єктів, захопити значні території взовж кордону і на півдні України, де, зокрема, було безперешкодно подолано Перекоп/Чонгар і р.Дніпро. Було втрачено Херсон, Мелітополь, Бердянськ, Тростянець, Конотоп. У стані облоги опинилися Чернігів, Суми, Охтирка, Миколаїв. Маріупольській гарнізон потрапив в оточення. Ворог передовими загонами зробив спроби увірватися до Києва і Харкова, але був розбитий і закріпився на їх окраїнах. Росія отримала контроль над Північнокримським каналом і сухопутним шляхом до Криму через Приазов'я. Сотні тисяч українців втекли від війни до Європи.
Однак і Росія не змогла досягти поставлених цілей. Їй не вдалось втілити «бліцкриг» і захопити або оточити Київ, Харків, Миколаїв та Одесу. Їй не вдалося знищити українську ППО та ВВС, змусити ЗСУ масово відступати і здаватися у полон. Сотні одиниць військової техніки, які без охорони розтягнулись на сотні кілометрів українських доріг, були знищені Силами оборони України у перші дні війни. Відмова української делегації від російських умов на перемовинах у Білорусі показала, що «демілітарізація» та «денацифікація» України відкладалась на невизначений термін. Передові західні країни на чолі з США та Великою Британією зайняли чітку проукраїнську позицію і почали значно збільшувати військову і фінансову допомогу Україні, одночасно впроваджуючи антиросійські санкції.
Продовження хронології — у статті Хронологія російського вторгнення в Україну (березень 2022).